# Leichtathletik-Europameisterschaften 2018/Kugelstoßen der Männer

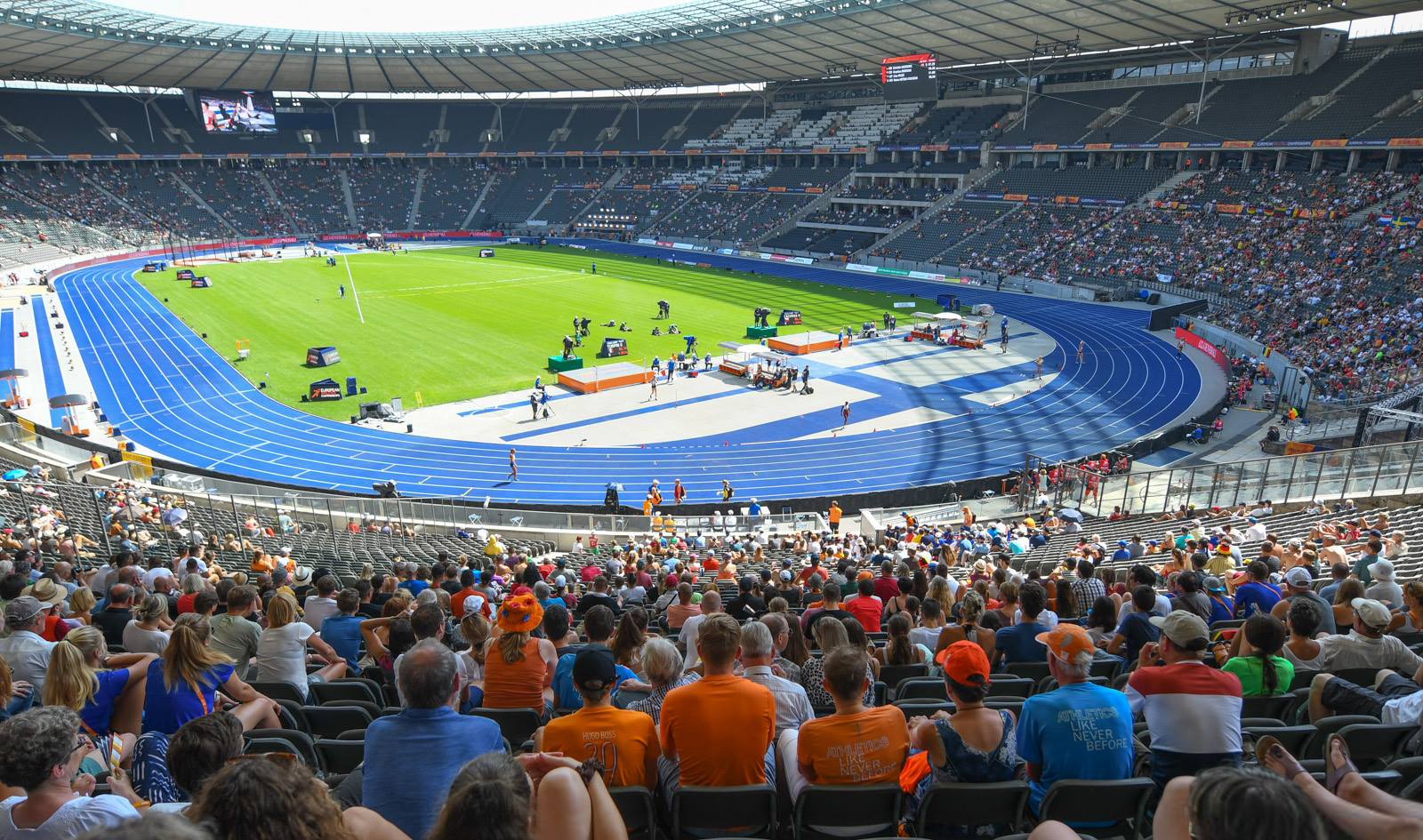
Das Berliner Olympiastadion am 9. August 2018

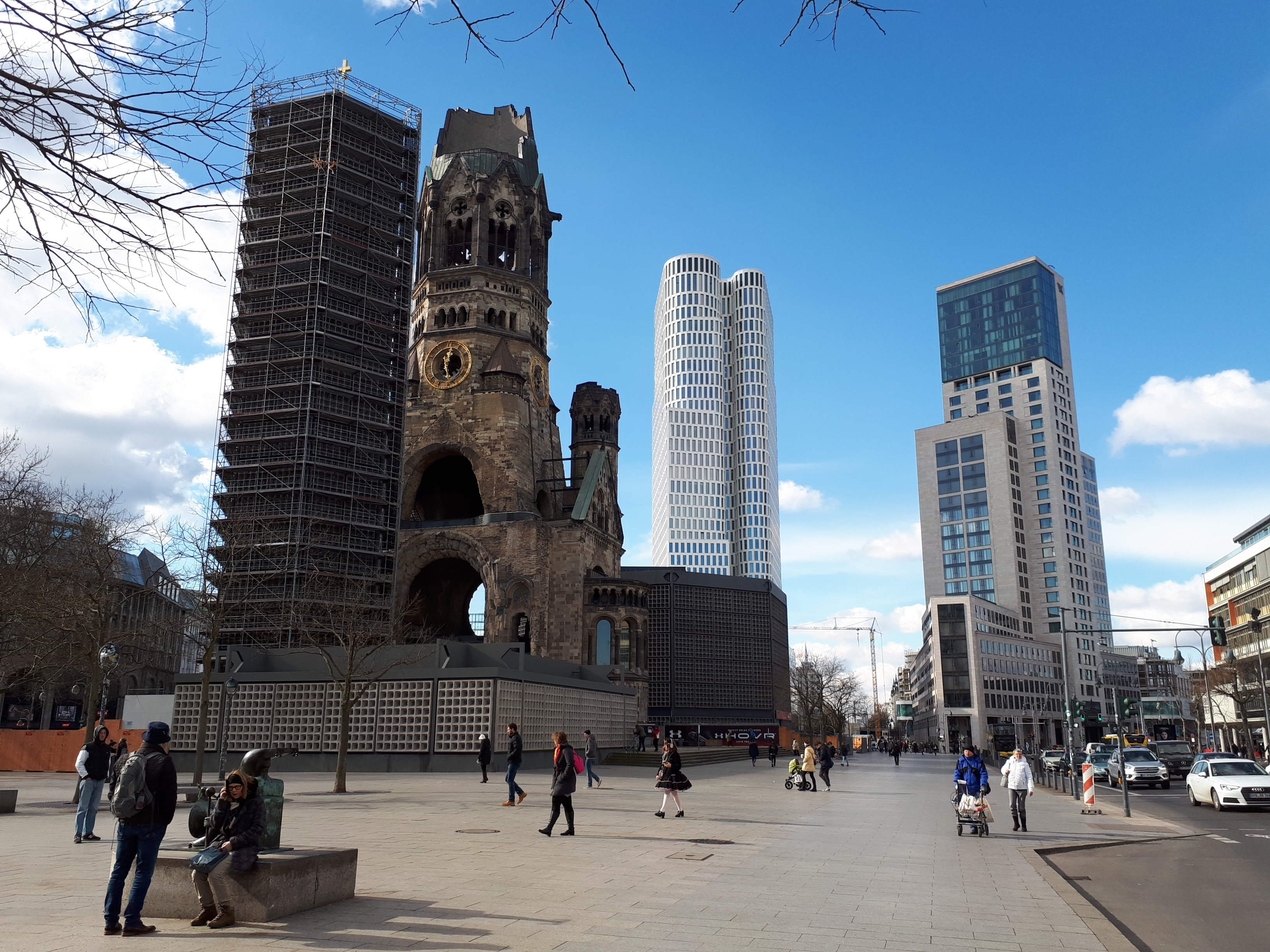
Breitscheidplatz an der Kaiser-Wilhelm-Gedächtniskirche, Austragungsort der Qualifikation

Das Kugelstoßen der Männer bei den Leichtathletik-Europameisterschaften 2018 fand am 6. August auf dem Breitscheidplatz (Qualifikation) und am 7. August im Olympiastadion (Finale) in der deutschen Hauptstadt Berlin statt.
Es gab einen polnischen Doppelsieg. Europameister wurde Michał Haratyk. Den zweiten Platz belegte Konrad Bukowiecki. Der Deutsche David Storl gewann die Bronzemedaille.

## Rekorde

### Bestehende Rekorde
| Weltrekord           | 23,12 m | Randy Barnes   | Westwood, USA                | 20. Mai 1990    |
| Europarekord         | 23,06 m | Ulf Timmermann | Chania – Kreta, Griechenland | 22. Mai 1988    |
| Meisterschaftsrekord | 22,22 m | Werner Günthör | EM Stuttgart, BR Deutschland | 28. August 1986 |

Der bereits seit 1986 bestehende EM-Rekord wurde auch bei diesen Europameisterschaften nicht erreicht. Die größte Weite erzielte der polnische Europameister Michał Haratyk im Finale mit 21,72 m, womit er fünfzig Zentimeter unter dem Rekord blieb. Zum Europarekord fehlten ihm 1,34 m, zum Weltrekord 1,40 m.

### Rekordverbesserung
Es wurde ein neuer Landesrekord aufgestellt:

21,00 m – Bob Bertemes (Luxemburg), zweiter Versuch im Finale am 7. August

## Legende
Kurze Übersicht zur Bedeutung der Symbolik – so üblicherweise auch in sonstigen Veröffentlichungen verwendet:
| NR    | Nationaler Rekord              |
| NU23R | Nationaler U23-Rekord          |
| SB    | Persönliche Jahresbestleistung |
| NM    | keine Weite (no mark)          |
| ogV   | ohne gültigen Versuch          |
| –     | verzichtet                     |
| x     | ungültig                       |

## Qualifikation
6. August 2018, 17:35 Uhr MESZ, Breitscheidplatz
Dreißig Teilnehmer traten in zwei Gruppen zur Qualifikationsrunde an. Vier von ihnen (hellblau unterlegt) übertrafen die Qualifikationsweite für den direkten Finaleinzug von 20,40 m. Damit war die Mindestzahl von zwölf Finalteilnehmern nicht erreicht. Das Finalfeld wurde mit den acht nächstplatzierten Sportlern (hellgrün unterlegt) auf zwölf Werfer aufgefüllt. So mussten schließlich 19,70 m gestoßen werden, um im Finale dabei zu sein.

### Gruppe A

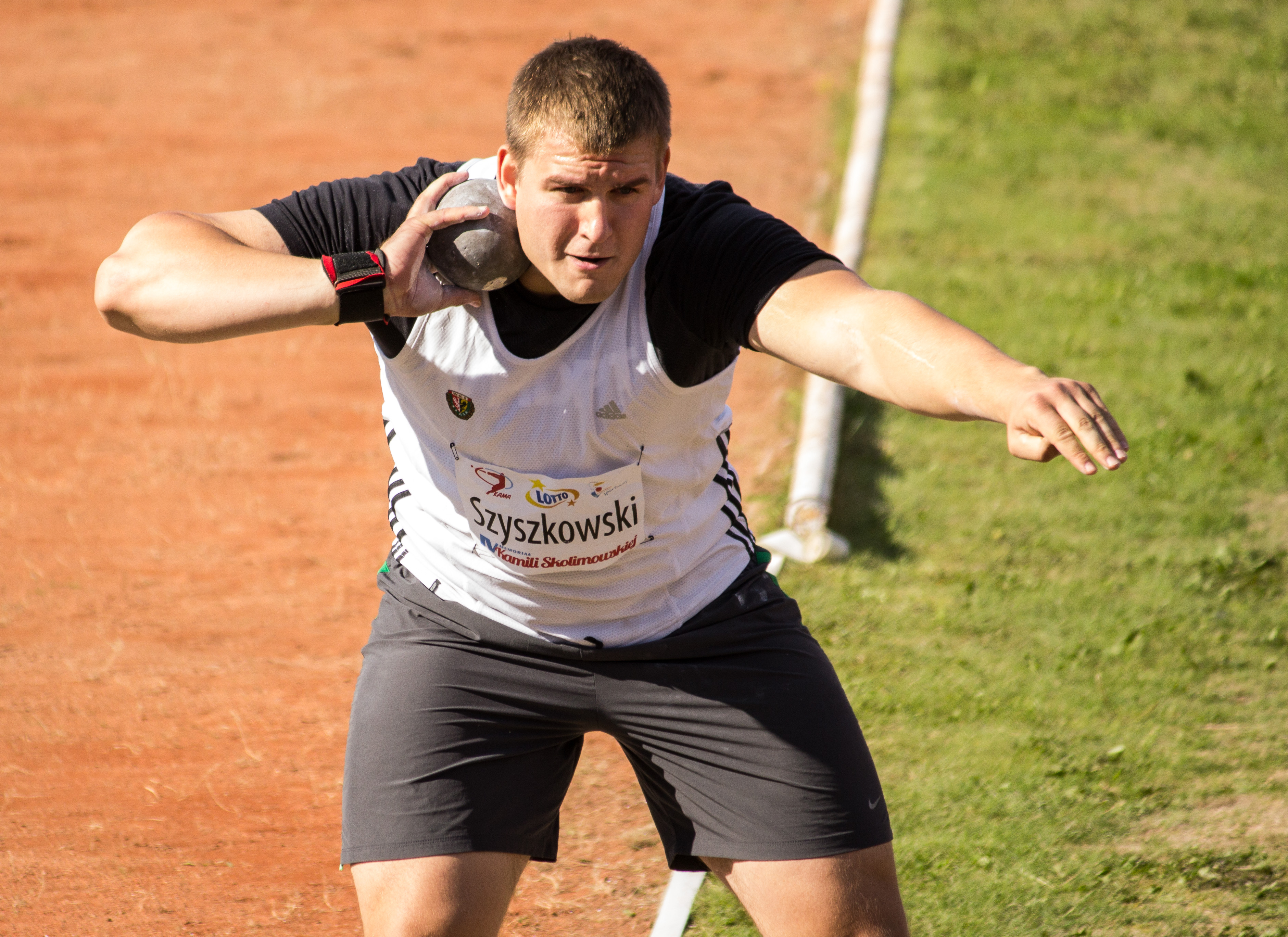
Jakub Szyszkowski fehlten nach seinen 19,67 m drei Zentimeter an der Finalteilnahme

| Platz | Athlet              | Land                        | Versuchsserie (m) | Versuchsserie (m) | Versuchsserie (m) | Weite (m) |
| Platz | Athlet              | Land                        | 1. Versuch        | 2. Versuch        | 3. Versuch        | Weite (m) |
| ----- | ------------------- | --------------------------- | ----------------- | ----------------- | ----------------- | --------- |
| 1     | Maxim Afonin        | Authorised Neutral Athletes | 20,04             | 20,33             | 20,15             | 20,33     |
| 2     | Mesud Pezer         | Bosnien und Herzegowina     | 19,57             | 19,96             | 20,16             | 20,16     |
| 3     | Aljaksej Nitschypar | Belarus                     | 19,97             | x                 | 19,90             | 19,97     |
| 4     | Konrad Bukowiecki   | Polen                       | 17,73             | 19,89             | x                 | 19,89     |
| 5     | Bob Bertemes        | Luxemburg                   | 19,70             | 19,64             | x                 | 19,70     |
| 6     | Jakub Szyszkowski   | Polen                       | 19,05             | 19,24             | 19,67             | 19,67     |
| 7     | Francisco Belo      | Portugal                    | 18,83             | 19,66             | x                 | 19,66     |
| 8     | Ihor Mussijenko     | Ukraine                     | 18,65             | 18,59             | 19,61             | 19,61     |
| 9     | Frédéric Dagée      | Frankreich                  | x                 | 19,56             | 19,55             | 19,56     |
| 10    | Carlos Tobalina     | Spanien                     | 18,50             | 18,77             | 19,41             | 19,41     |
| 11    | Tomaš Đurović       | Montenegro                  | 18,96             | 18,92             | 19,33             | 19,33     |
| 12    | Filip Mihaljević    | Kroatien                    | x                 | 19,32             | x                 | 19,32     |
| 13    | Osman Can Özdeveci  | Türkei                      | 18,22             | 18,60             | 18,77             | 18,77     |
| 14    | Kemal Mešić         | Bosnien und Herzegowina     | x                 | x                 | 18,70             | 18,70     |
| 15    | Leonardo Fabbri     | Italien                     | 18,04             | x                 | x                 | 18,04     |

### Gruppe B

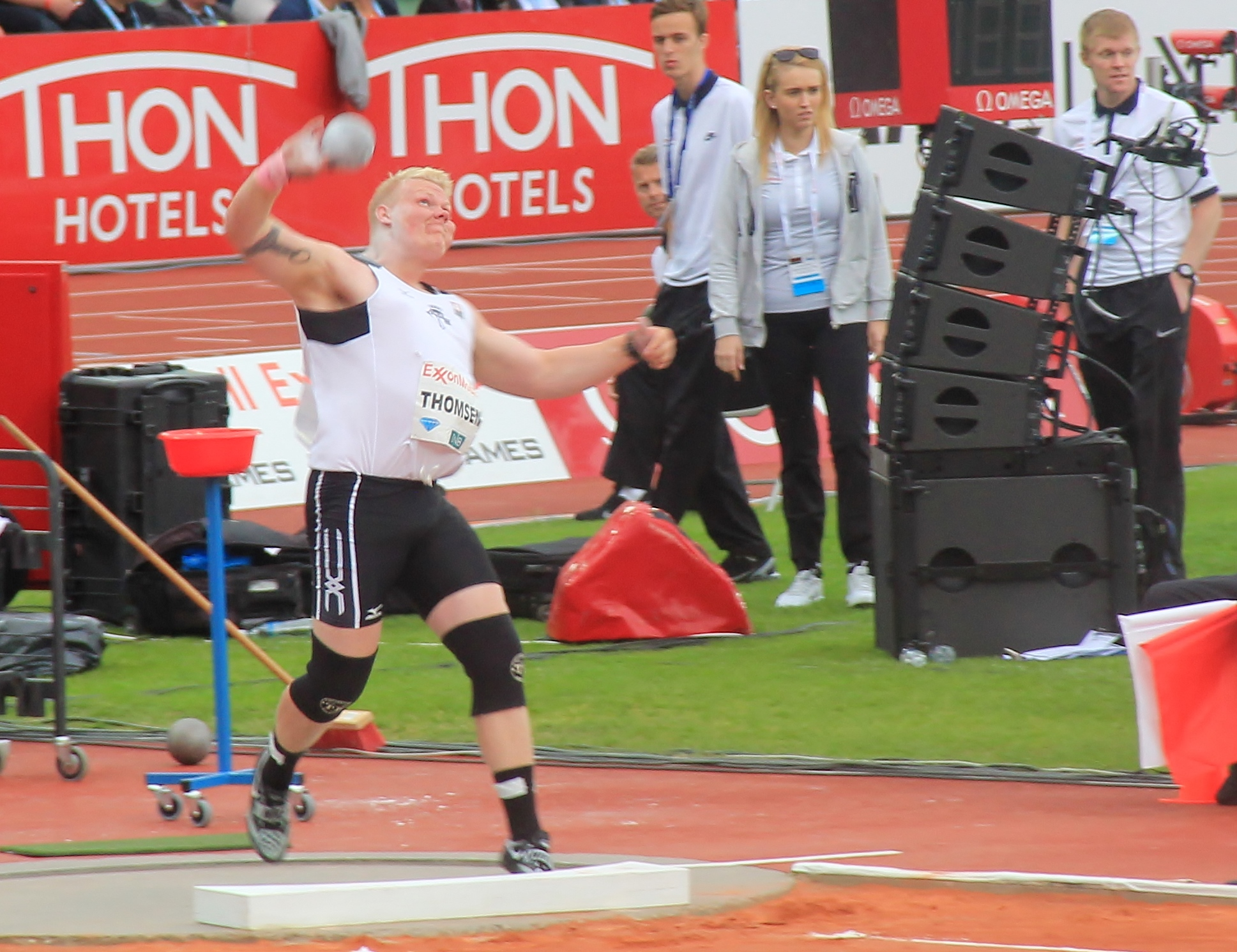
Marcus Thomsen schied mit 19,59 m in der Qualifikation aus
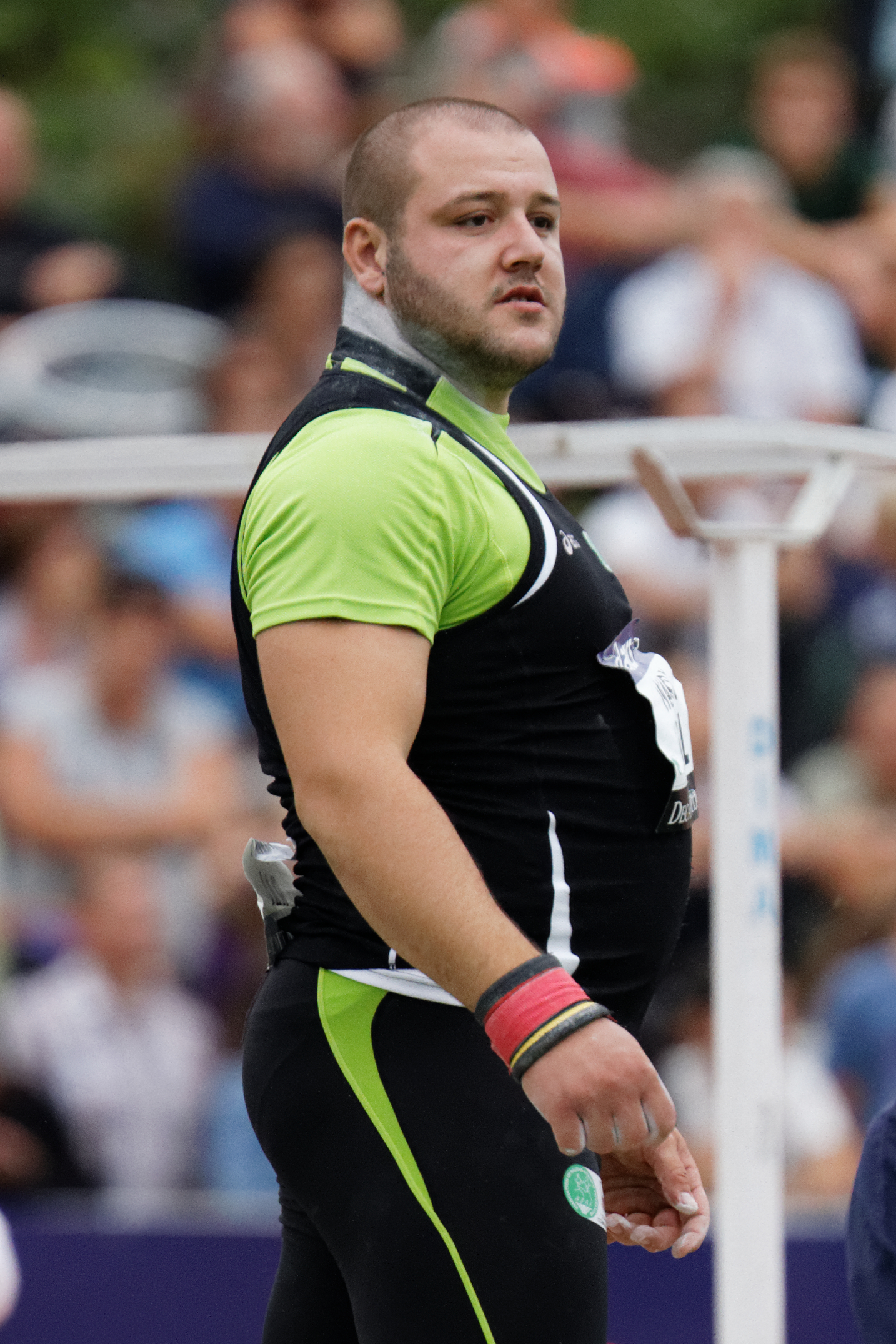
19,40 m reichten Georgi Iwanow nicht, um im Finale dabei zu sein

| Platz | Athlet              | Land                        | Versuchsserie (m) | Versuchsserie (m) | Versuchsserie (m) | Weite (m) |
| Platz | Athlet              | Land                        | 1. Versuch        | 2. Versuch        | 3. Versuch        | Weite (m) |
| ----- | ------------------- | --------------------------- | ----------------- | ----------------- | ----------------- | --------- |
| 1     | David Storl         | Deutschland                 | 20,63             | –                 | –                 | 20,63000  |
| 2     | Stipe Žunić         | Kroatien                    | 20,61             | –                 | –                 | 20,61000  |
| 3     | Michał Haratyk      | Polen                       | 20,59             | –                 | –                 | 20,59000  |
| 4     | Alexander Lesnoi    | Authorised Neutral Athletes | 19,36             | 20,47             | –                 | 20,47000  |
| 5     | Nikolaos Skarvelis  | Griechenland                | 19,91             | 19,73             | 20,24             | 20,24 SB  |
| 6     | Tsanko Arnaudov     | Portugal                    | 18,96             | 19,89             | x                 | 19,89000  |
| 7     | Tomáš Staněk        | Tschechien                  | x                 | 19,77             | 19,76             | 19,77000  |
| 8     | Marcus Thomsen      | Norwegen                    | 19,44             | 19,59             | 19,58             | 19,59000  |
| 9     | Georgi Iwanow       | Bulgarien                   | 17,79             | 19,40             | 19,09             | 19,40 SB  |
| 10    | Hamza Alić          | Bosnien und Herzegowina     | 19,30             | 19,34             | x                 | 19,34000  |
| 11    | Andrei Gag          | Rumänien                    | 19,26             | x                 | 18,47             | 19,26000  |
| 12    | Giorgi Mudscharidse | Georgien                    | 19,18             | x                 | x                 | 19,18000  |
| 13    | Blaž Zupančič       | Slowenien                   | 18,65             | x                 | 18,83             | 18,83000  |
| 14    | Arttu Kangas        | Finnland                    | x                 | x                 | 18,17             | 18,17000  |
| NM    | Asmir Kolašinac     | Serbien                     | x                 | x                 | x                 | ogV000    |

## Finale

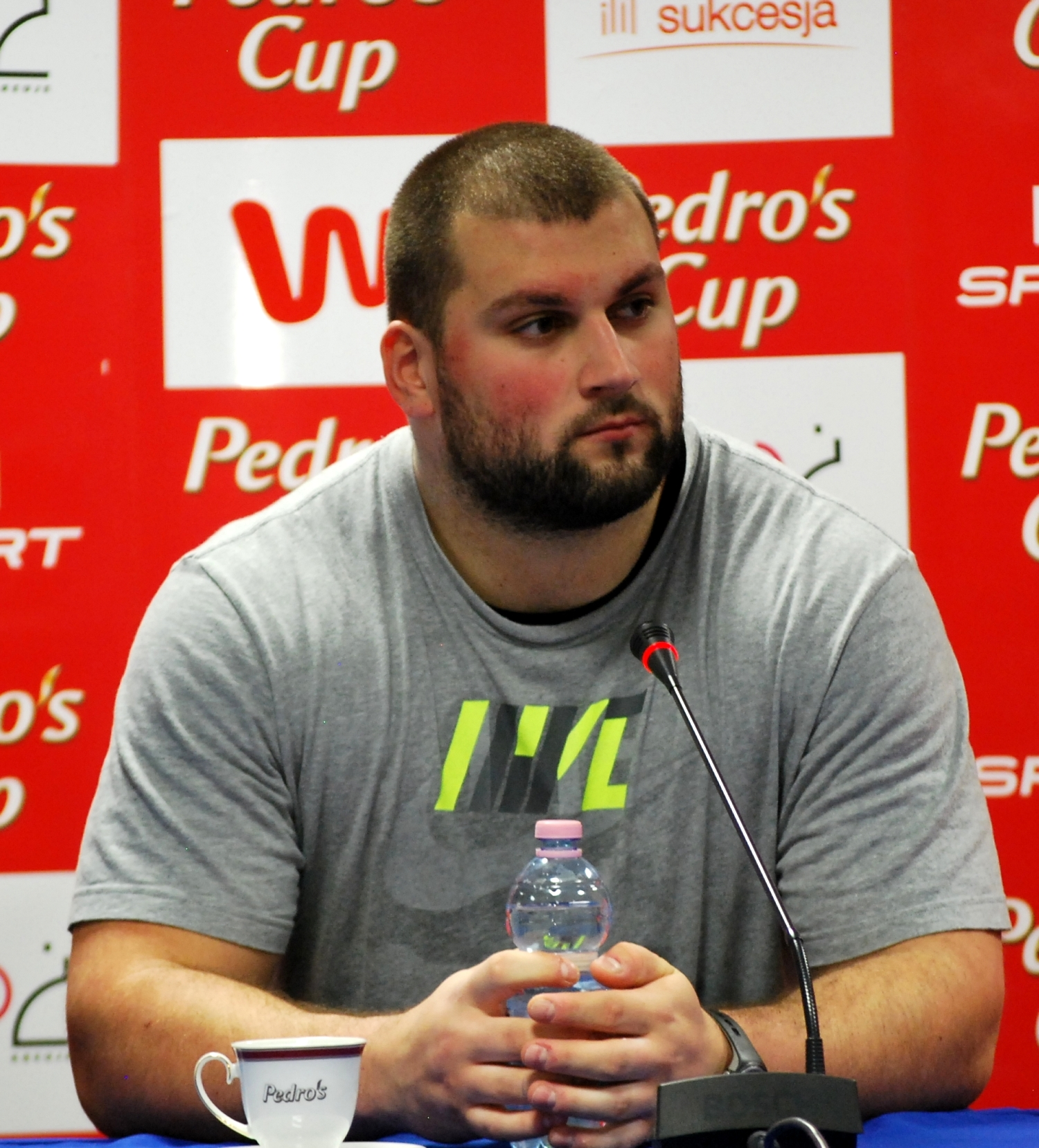
Europameister Michał Haratyk

7. August 2018, 20:33 Uhr MESZ, Olympiastadion
| Platz | Athlet              | Land                        | Versuchsserie (m) | Versuchsserie (m) | Versuchsserie (m) | Versuchsserie (m)                        | Versuchsserie (m)                        | Versuchsserie (m)                        | Weite (m)   |
| Platz | Athlet              | Land                        | 1. Versuch        | 2. Versuch        | 3. Versuch        | 4. Versuch                               | 5. Versuch                               | 6. Versuch                               | Weite (m)   |
| ----- | ------------------- | --------------------------- | ----------------- | ----------------- | ----------------- | ---------------------------------------- | ---------------------------------------- | ---------------------------------------- | ----------- |
|       | Michał Haratyk      | Polen                       | 20,94             | 21,72             | x                 | 21,50                                    | x                                        | 21,66                                    | 21,72       |
|       | Konrad Bukowiecki   | Polen                       | 20,01             | 21,66             | 20,96             | x                                        | x                                        | 20,84                                    | 21,66 NU23R |
|       | David Storl         | Deutschland                 | 21,41             | x                 | x                 | 21,34                                    | x                                        | x                                        | 21,41       |
| 4     | Tomáš Staněk        | Tschechien                  | 20,56             | 21,16             | x                 | x                                        | x                                        | 21,15                                    | 21,16       |
| 5     | Alexander Lesnoi    | Authorised Neutral Athletes | 20,10             | x                 | 20,38             | 20,57                                    | 21,04                                    | 20,80                                    | 21,04       |
| 6     | Bob Bertemes        | Luxemburg                   | 20,55             | 21,00             | 19,82             | 20,07                                    | x                                        | 19,81                                    | 21,00 NR    |
| 7     | Stipe Žunić         | Kroatien                    | 20,24             | 20,73             | x                 | x                                        | x                                        | x                                        | 20,73       |
| 8     | Maxim Afonin        | Authorised Neutral Athletes | x                 | 19,59             | 20,38             | 20,68                                    | 20,06                                    | x                                        | 20,68       |
| 9     | Tsanko Arnaudov     | Portugal                    | 19,93             | 20,05             | 20,33             | nicht im Finale der besten acht Athleten | nicht im Finale der besten acht Athleten | nicht im Finale der besten acht Athleten | 20,33       |
| 10    | Aljaksej Nitschypar | Belarus                     | 19,35             | 19,98             | 20,27             | nicht im Finale der besten acht Athleten | nicht im Finale der besten acht Athleten | nicht im Finale der besten acht Athleten | 20,27       |
| 11    | Nikolaos Skarvelis  | Griechenland                | 19,63             | 20,11             | x                 | nicht im Finale der besten acht Athleten | nicht im Finale der besten acht Athleten | nicht im Finale der besten acht Athleten | 20,11       |
| 12    | Mesud Pezer         | Bosnien und Herzegowina     | 19,91             | x                 | 19,80             | nicht im Finale der besten acht Athleten | nicht im Finale der besten acht Athleten | nicht im Finale der besten acht Athleten | 19,91       |

Zum engeren Favoritenkreis gehörten der Deutsche David Storl – Europameister 2012/2014/2016, Weltmeister 2011/2013, der Kroate Stipe Žunić als WM-Dritter von 2017 sowie die beiden Polen Michał Haratyk – Vizeeuropameister 2016 – und Konrad Bukowiecki – EM-Vierter 2016.
Mit seinem ersten Stoß erzielte Storl 21,41 m, was ihm die Führung einbrachte. Der Wettkampf entschied sich dann bereits in Runde zwei. Haratyk stieß die Kugel auf 21,72 m, Bukowiecki gelangen 21,66 m. Auch der Tscheche Tomáš Staněk hatte mit 21,16 m nun seinen besten Versuch. Der Luxemburger Bob Bertemes kam auf 21,00 m, Žunić auf 20,73 m. In den nächsten Durchgängen gab es bezüglich der Ränge eins bis acht nur noch zwei Veränderungen. In Runde vier erzielte Maxim Afonin 20,68 m, Alexander Lesnoi steigerte sich mit seinem vorletzten Stoß auf 21,04 m. Damit war Michał Haratyk neuer Europameister, Konrad Bukowiecki wurde Zweiter. David Storl gewann die Bronzemedaille.

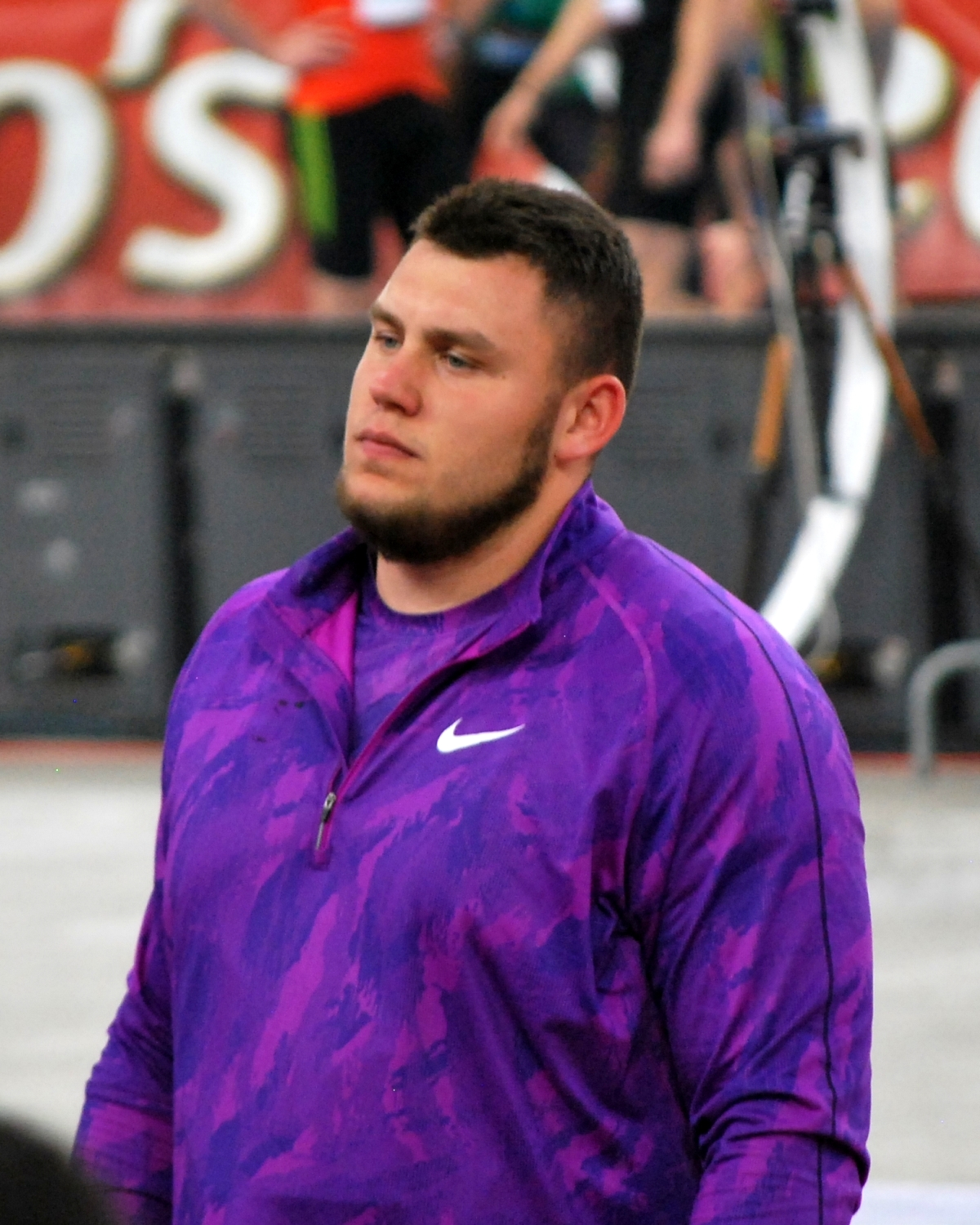
Vizeeuropameister Konrad Bukowiecki
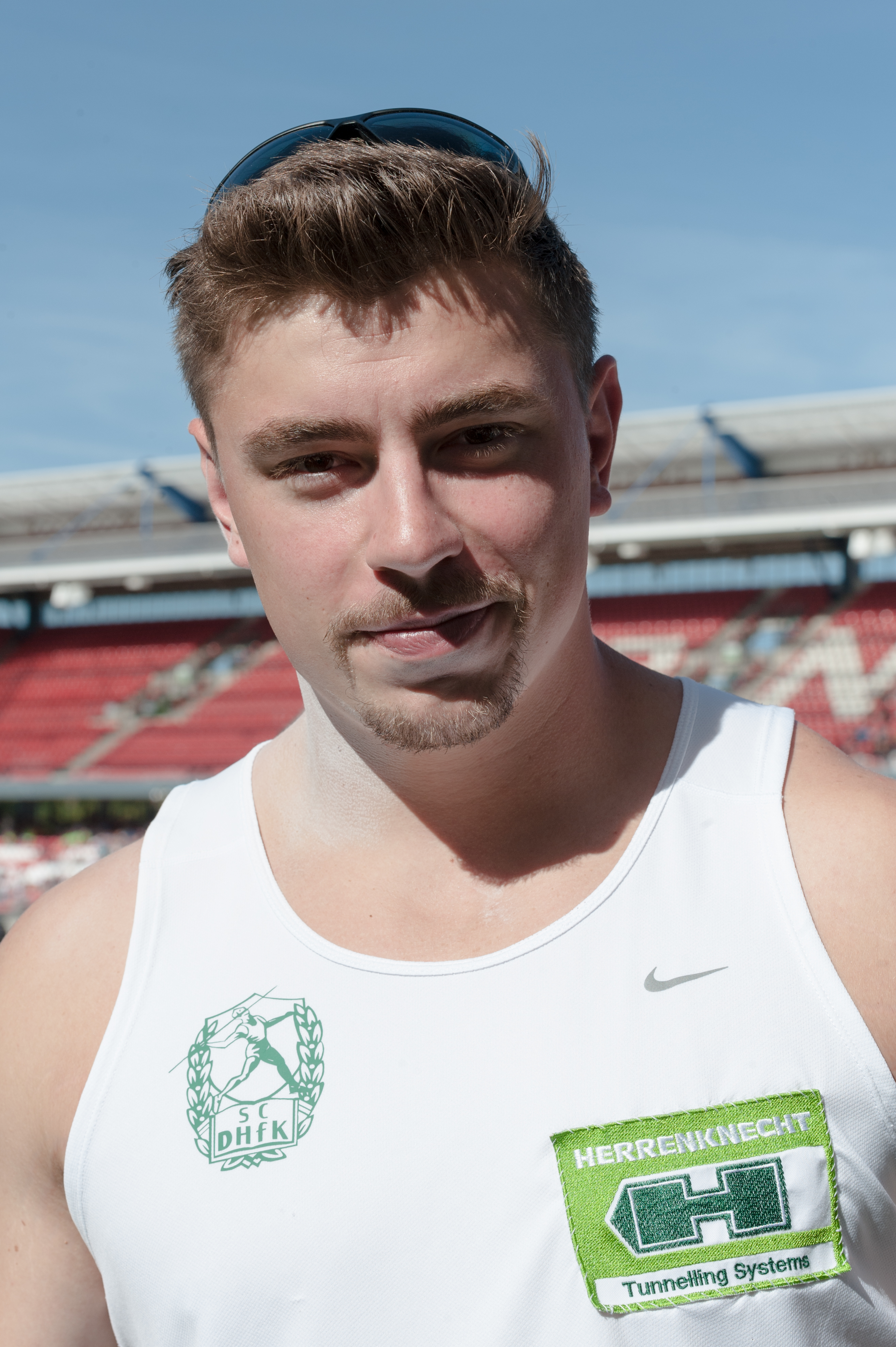
Bronzemedaillengewinner David Storl
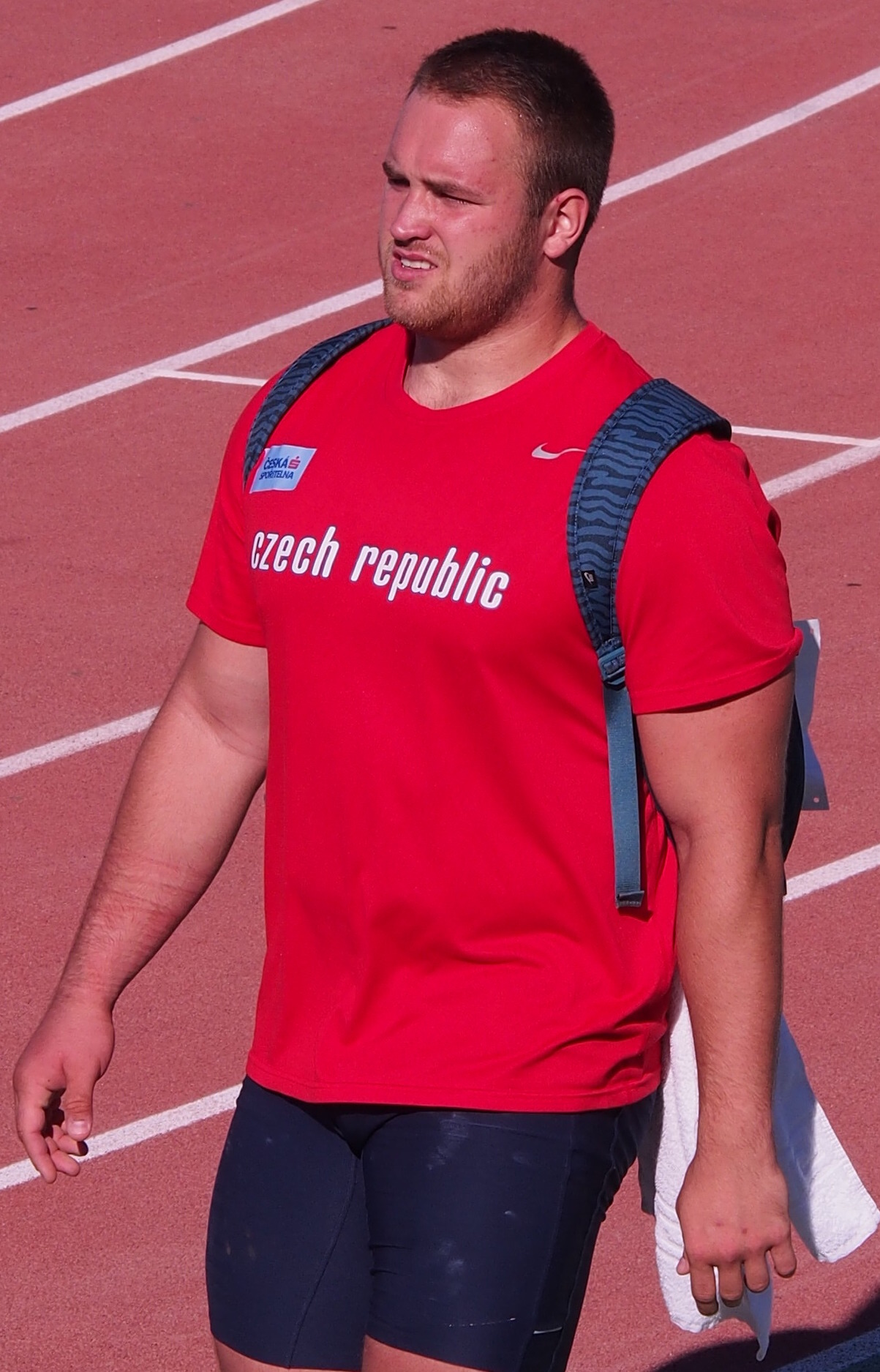
Tomáš Staněk belegte Rang vier

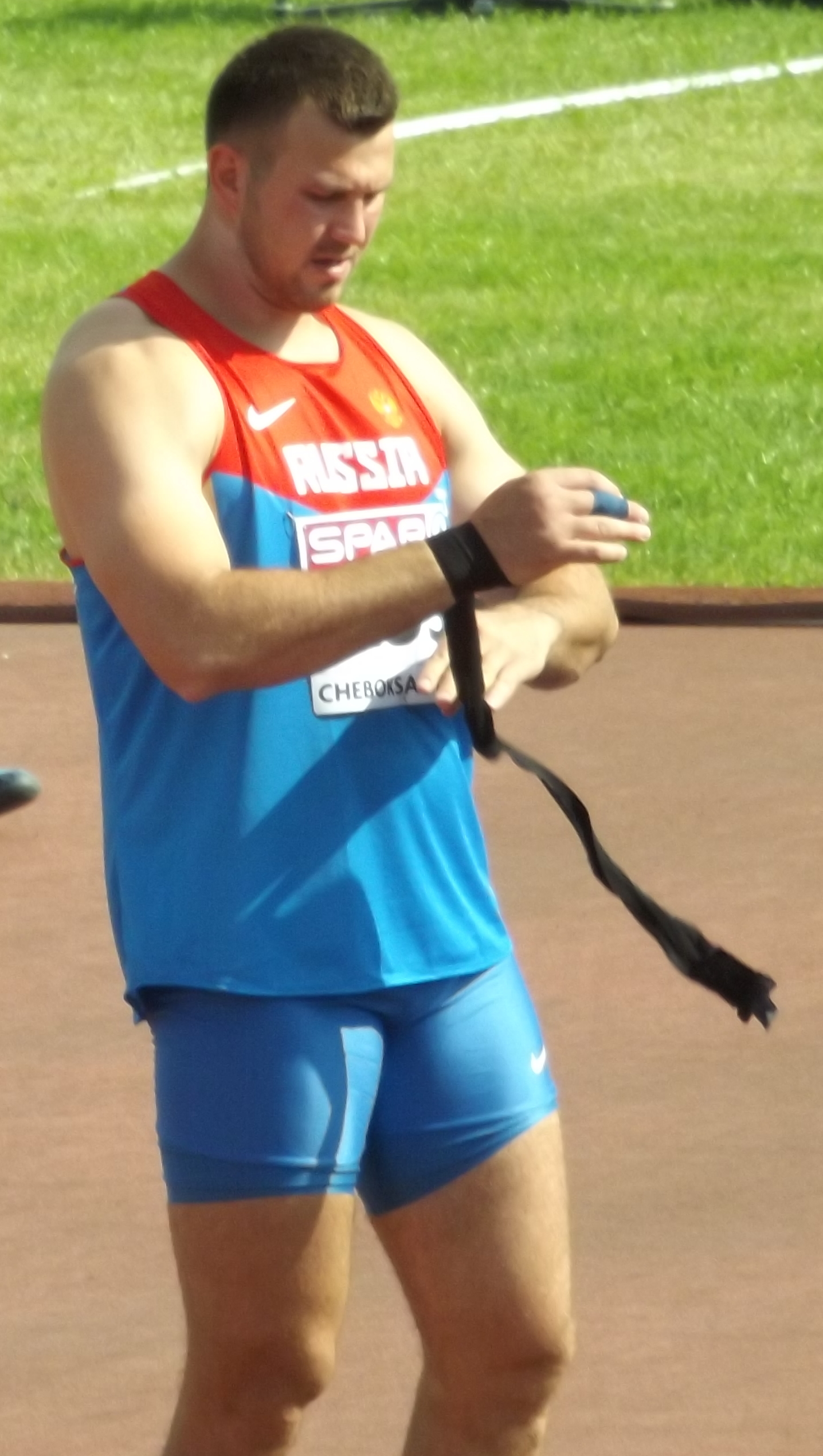
Alexander Lesnoi wurde Fünfter
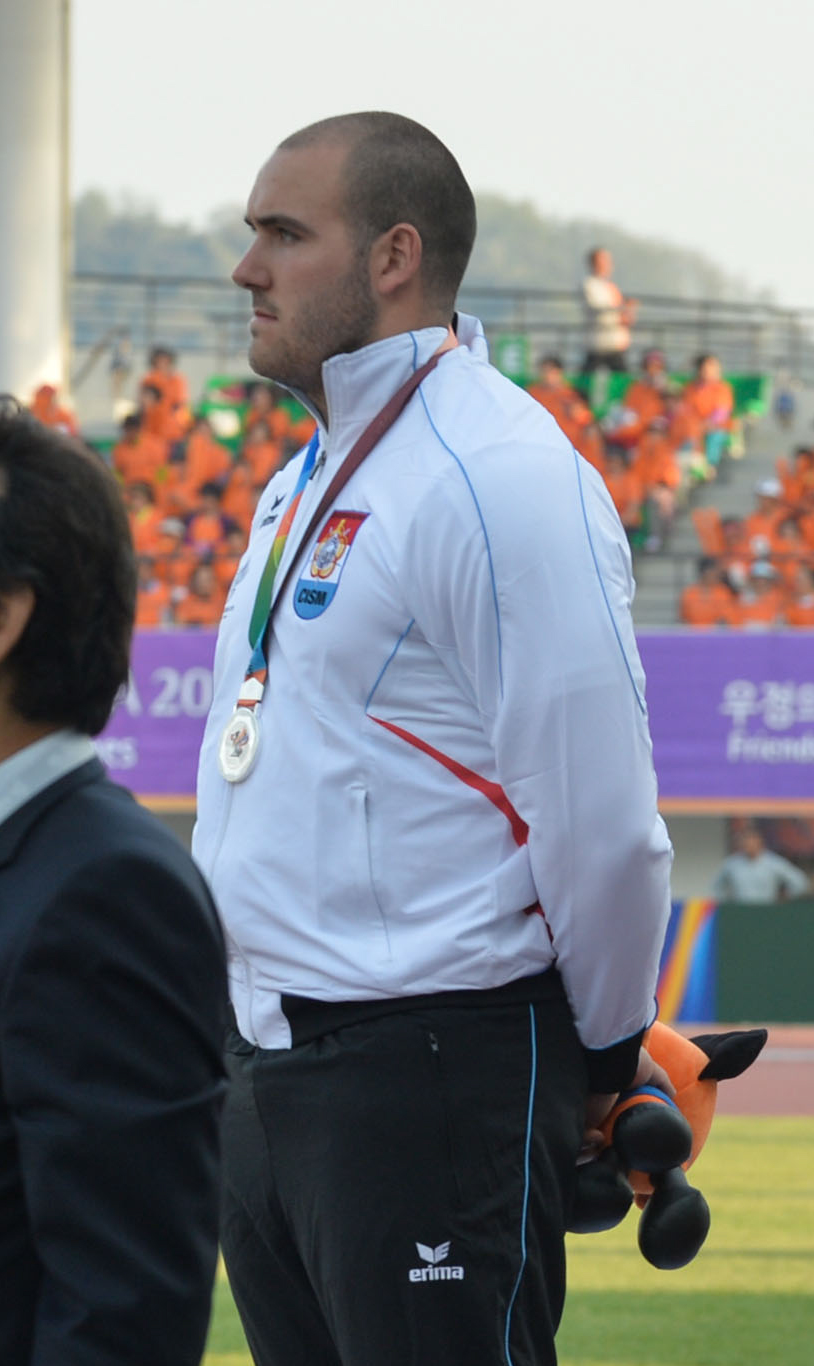
Rang sechs für Bob Bertemes, der einen neuen luxemburgischen Landesrekord aufstellte
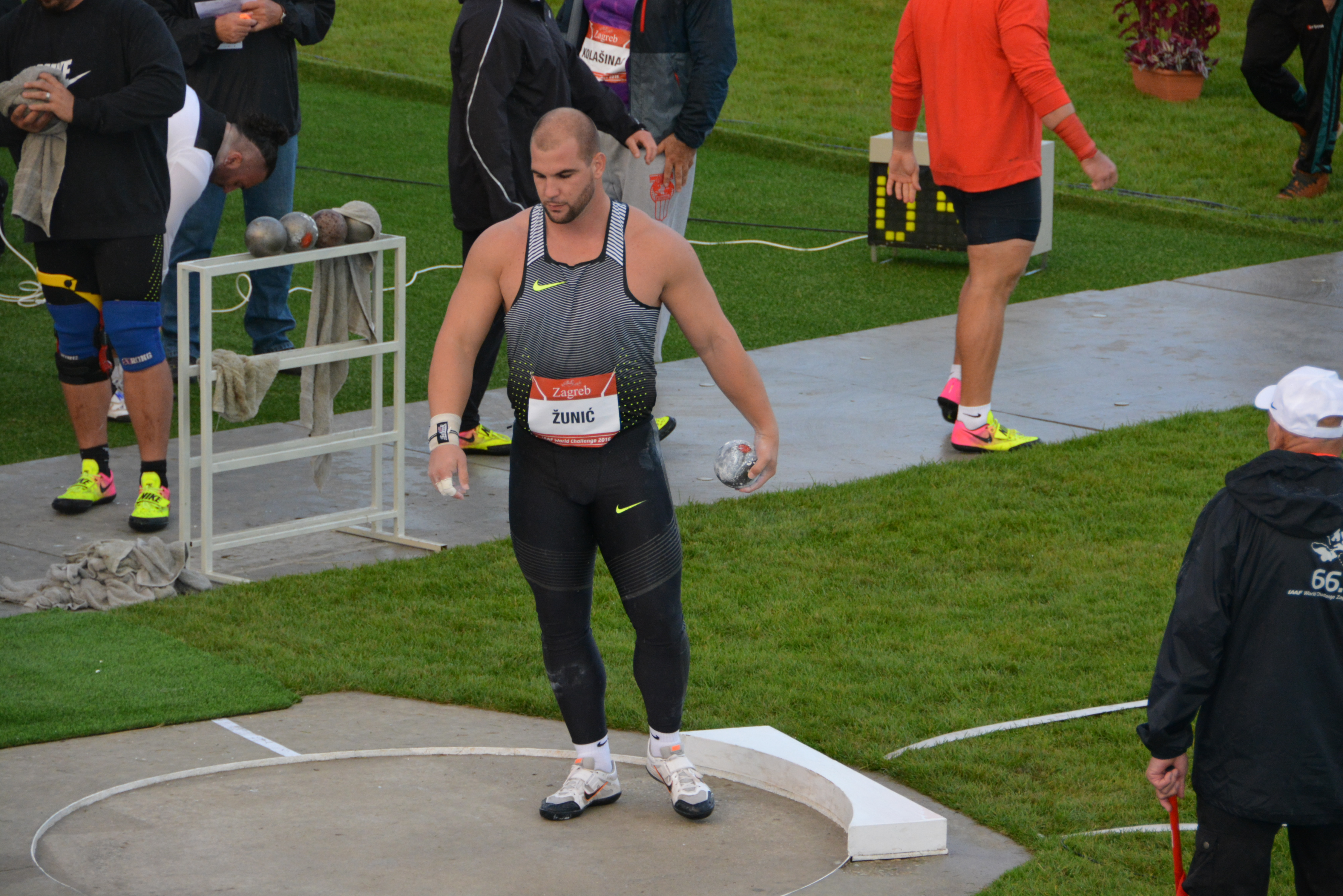
Stipe Žunić erreichte Rang sieben

## Videolink
- Michał Haratyk Gold Medal, Final shot put 24th European Athletics Championships Berlin 2018, youtube.com, abgerufen am 28. März 2023